# Jicotea
Nei Caraibi, con il nome di Jicotea sono denominate le tartarughe d'acqua dolce del genere Trachemys e di altre specie  dulciacquicole.
- Dermatemys mawii
- Trachemys decorata
- Trachemys decussata
- Trachemys stejnegeri